# 西伯利亚干涉
西伯利亚干涉战争是1918年-1922年间第一次世界大战协约国武装干涉俄国内战的一部分，主要由日本和美国领头的协约国军队在俄国远东海岸登陆，直接武装支援沙俄白军推翻在远东布尔什维克地方政权。1920年协约国其他国家撤离后，日军则单独留在俄国远东直到被苏联红军击败，并于1922年终于撤出俄国。

## 历史背景
1917年11月7日的十月革命，俄共（布尔什维克）推翻了克伦斯基的临时政府，夺取了彼得格勒的政权。随后革命形势以雪崩速度蔓延到俄国全境，在远东的伯力、海参崴等大中小城市到1918年2月前都成立了布尔什维克控制的苏维埃政权。
1918年3月苏维埃俄国与德国单独媾和，签订了《布列斯特-立陶夫斯克条约》，苏俄退出第一次世界大战。
为此，英国与法国决定武装干涉苏俄革命，以达到下属目的：
1. 阻止协约国储存在摩尔曼斯克、阿尔汉格尔斯克的战争物资落入苏俄或者德国之手（当时黑海被德國的盟國保加利亞王國及奥斯曼土耳其帝國封锁，协约国物资不可能海运到沙俄）。
2. 帮助捷克军团推翻从伏尔加河到海参崴的铁路沿线的布尔什维克地方政权。
3. 支援俄国白军重新夺取全国政权，以恢复第一次世界大战的东线战场。

由于英军、法军都深陷第一次世界大战的西线战场，没有足够的军力实现上述目标，为此从英法外交上积极拉拢、推动美国、日本等协约国成员派遣军队干涉俄国革命。
协约国军队在远东的干涉，在海参崴与庙街、伯力的登陆，主要目的是为捷克军团与在西伯利亚、乌拉尔的俄国白军打通铁路交通、打开出海口，获得协约国直接的物质支援。

## 参与方

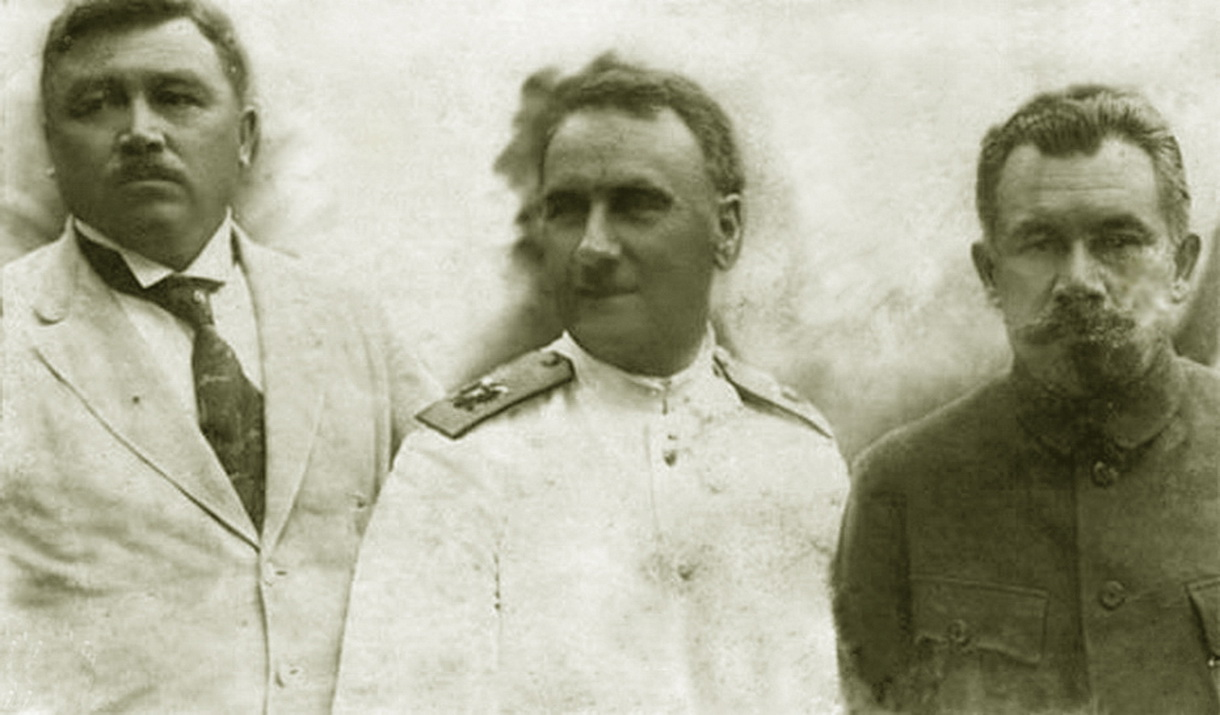
西伯利亚干涉中，受日本支持及保護的阿穆尔河沿岸临时政府成員，该政府為俄國白軍最后一個政權。

### 日本
1918年8月日本為了因應協約國的要求，是首個出兵西伯利亞，其是經由海參崴進入，並沿著中俄邊界部署了70,000多名士兵，總規模是遠超之後其他任一国所派的军人数量。進駐的日軍在1920年協約國相繼退兵後，是直到1922年才全面从俄罗斯大陆撤出，由於參戰目的不明而撤出再浪費軍費，結果被認為是近現代日本帝國的第一次戰敗。不過日本依尼港事件控制库页岛北部（俄方称萨哈林岛、日方称樺太岛）而與俄維持一些摩擦，直到1925年日苏建交，日本才將該北部移交給苏联。

### 美国
1918年7月，美国总统威尔逊同意派遣美国军队干涉俄国革命，其中5,000名美军组成美國北俄罗斯远征军， 10,000名美军组成美國西伯利亚远征军。实际上7,950名美军参加了西伯利亚干涉军。1918年8月15日至21日有3,000名美军在海参崴登陆。这些美军担任了从海参崴到双城子（绥芬河附近）铁路沿线占领任务。美国远征军指挥官威廉·格里夫斯少将认为美军不具有与当地布尔什维克作战的职责，因此多次与英法日军指挥官发生矛盾争议。

### 英国
英国只派遣了1,500名军人，来自香港、以及上海、汉口、天津等英租界。但英国在这场西伯利亚干涉战争中挺进得最远，英国军队及其附庸加拿大军队沿着西伯利亚大铁路向西挺进以打通与捷克军团与高尔察克白军的联系，直至西伯利亚腹地的鄂木斯克。相反，日本拒绝了像英军那样在贝加尔湖以西的进军。美军也拒绝远离海参崴、乌苏里斯克一带并拒绝与当地的布尔什维克游击队作战。

### 加拿大
加拿大西伯利亚远征军, 于1918年8月登陆海参崴。在干涉期间，约有100名加拿大军人配属1,500名英军，进抵靠近乌拉尔的鄂木斯克，以支援高尔察克政权。大多数加拿大干涉军停留在海参崴从事训练俄国白军、以及警察业务。1919年4月至6月，4,192名加拿大军人撤出俄罗斯回国。

### 意大利
2,500名阿尔卑斯山区意大利人，作为奥匈帝国军人，在东线战场被蘇俄政府俘虏。根据苏俄与协约国的协议，这些战俘组成意大利救赎军团，经由西伯利亚铁路前往海参崴，然后海运回意大利参加战争。运抵克拉斯诺亚尔斯克后，意大利军团随捷克军团发起了反布尔什维克的军事战斗。意大利军队参加了兩个月的战斗，消灭了铁路沿线市镇的布尔什维克政权。意大利军团集结到天津意租界，由意租界的意大利宪兵少将科斯马·马内拉指挥进行整训。意大利军团参加了随后的协约国在远东西伯利亚的武装干涉，担任了重要职责，在伊尔库茨克、哈尔滨、海参崴的使用重型武器与装甲列车控制西伯利亚铁路，与苏俄红军作战。直至1919年11月，意大利军团才撤出苏俄远东，海运归国。

### 法國
司令長官莫里斯·雅南上將。

### 中华民国北洋政府
1918年7月，北洋政府派遣“参战军”进入佔領外蒙古，同时派遣军舰与陆军随协约国干涉军登陆黑龙江入海口的庙街（归属于俄国后改名尼古拉耶夫斯克并延续至今），期間涉入了廟街事件導致中日之間的關係緊張。

## 出兵 (1918–19)

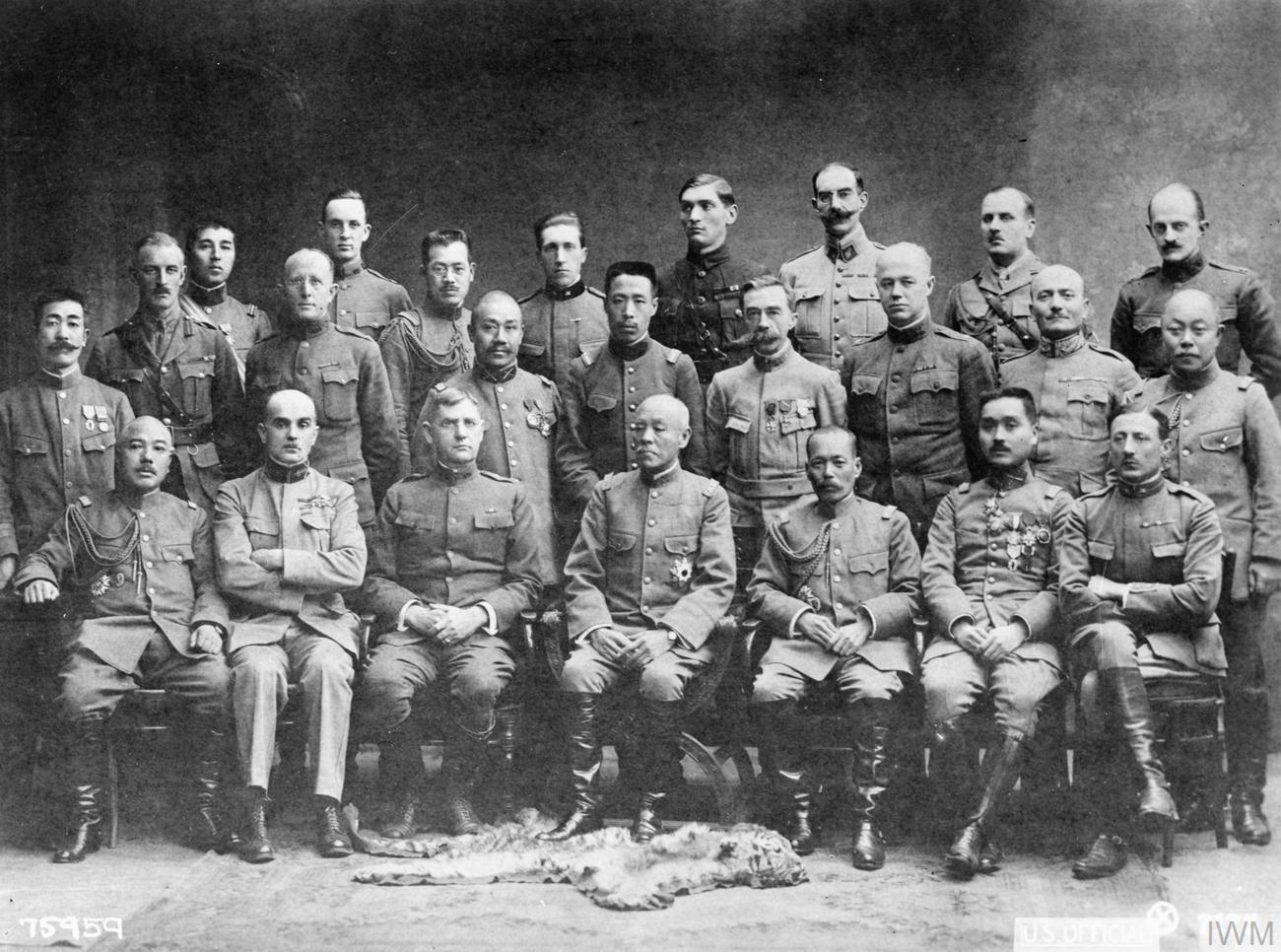
協約國軍隊指揮官合影

1918年8月协约国军队开始在海参崴登陆。日本派遣了70,000军队参加此次行动，数量之多引起了其它协约国的惊疑。英国、加拿大军队沿着西伯利亚大铁路向西挺进以打通与捷克军团与高尔察克白军的联系。日本拒绝了像英军那样在贝加尔湖以西的进军。美军也拒绝远离海参崴。到1918年11月日军控制了俄国远东的所有港口，以及西伯利亚铁路自赤塔以东的沿线城镇，并扶持沙俄将军格里戈里·米哈伊洛维奇·谢苗诺夫组成“外贝加尔地方临时政府”，在日军操纵下控制了从贝加尔湖到满洲里。

## 撤军 (1920-22)
1918年11月第一次世界大战结束。在俄国境内腹地作战的捷克军团，士气溃散，士兵急于摆脱没有尽头的残酷战争回到祖国过和平生活。同时由于欧战结束，协约国有了精力与大量战争剩余物资可以支援俄国白军的反布尔什维克的内战。1919年4月高尔察克的白军在伏尔加河沿线特别是喀山城下的总攻被击败，从此一蹶不振，被苏俄红军一路追击退向远东。
1920年6月美国、英国与其它盟友从海参崴撤出了干涉军。1920年7月5日，日本与远东共和国签署协议，日军撤出外贝加尔。1920年11月，谢苗诺夫白俄政权倒台。但日本继续支持米哈伊尔·康斯坦丁诺维奇·季捷里赫斯建立在阿穆尔河到太平洋沿岸的白俄政权阿穆尔沿岸临时政府。随着苏俄红军的进攻，以及英国美国对日本觊觎西伯利亚领土的担忧，以及日本国内经济与人力难以支撑，1922年10月日军全部撤出俄罗斯远东，苏俄红军收复海参崴。

## 后继影响

### 对日本政治的影响
日军在干涉西伯利亚过程中，约有5,000名军人阵亡或病亡，战争成本约9亿日元，而从战争中获得的利益却不多。

## 外部連結
- Canada's Siberian Expedition（页面存档备份，存于） website, by Benjamin Isitt
- WWI Siberian Diary, by W.C. Jones,  2nd Lt. U.S Army Russian Railway Service
- The Czech Legion （页面存档备份，存于）